# Nálevka

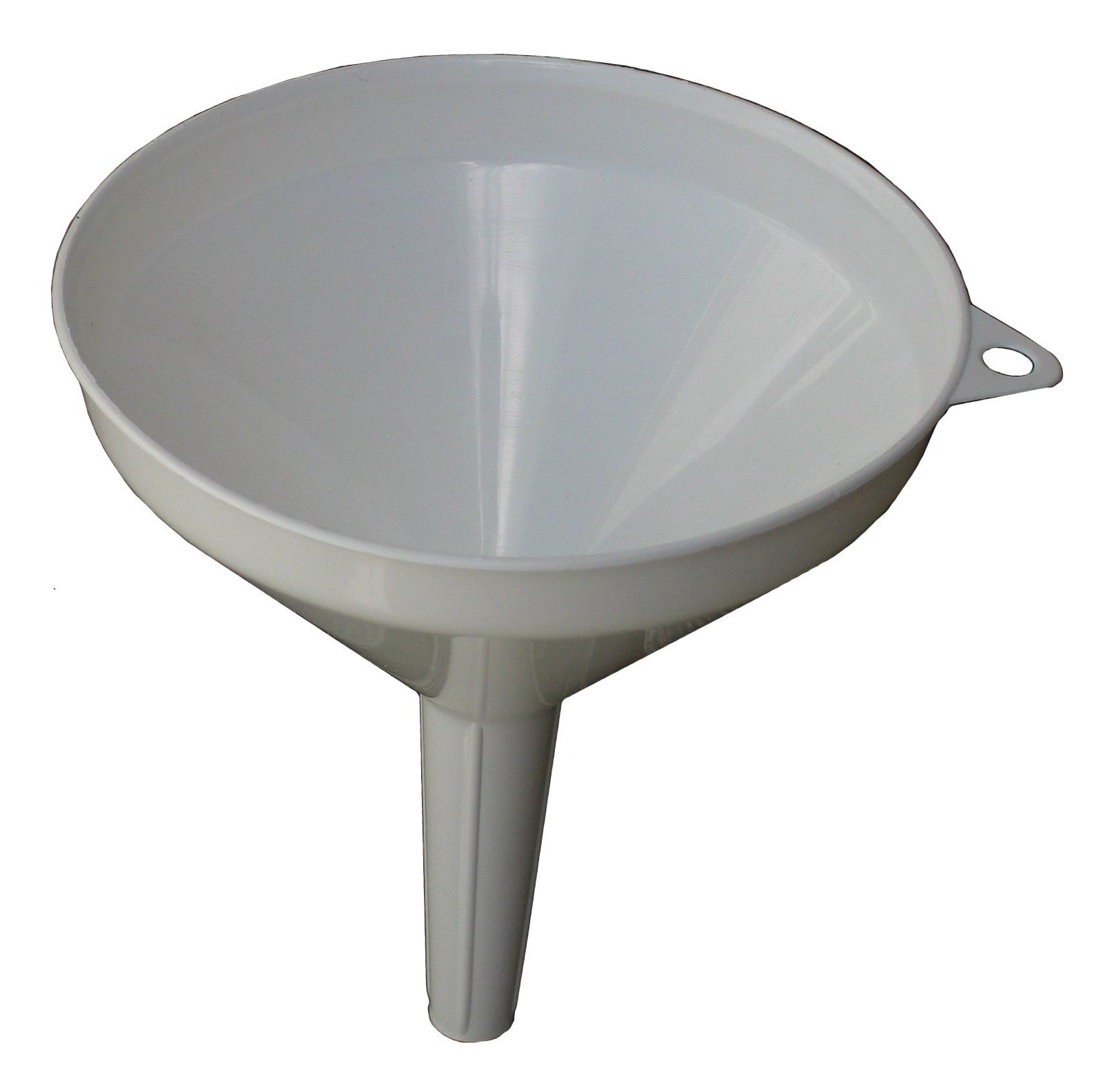
kuchyňská nálevka – trychtýř

Nálevka, též trychtýř, je nádoba beze dna ve tvaru dutého kužele bez podstavy, obráceného špicí dolů, na kterou je napojena trubička, neboli stopka. Nálevka usnadňuje přelévání kapalin díky širokému hrdlu (spodek obráceného kužele) a úzké stopce, která se zasune pod okraj nádoby, do které se kapalina má přelít. Konec může být proveden pružnou hadicí či vlnovcem (vlnovcovou trubkou). Kromě kapalin je možné nálevku použít v laboratorní i mimolaboratorní praxi pro převádění jemně sypkých pevných látek (prach, drobné krystalky).
Materiál se volí podle účelu, od skla (inertní, ale křehké) přes kovy (odolávají uhlovodíkům i teplu, ale korodují, případně reagují s kyselými látkami) po plasty (omezená odolnost vůči teplu, uhlovodíkům a rozpouštědlům).

## Užití
- v domácnosti (variantně se sítkem)
- přečerpávání pohonných hmot (variantně s vnitřní trubičkou pro odvzdušnění nádrže) a olejů, mnohdy s vlnovcem (vložený do stopky nebo ji nahrazuje)
- v laboratořích (včetně filtrační nálevky a dalších specializovaných druhů)